# Daeodon
Daeodon (del Griego, daios "hostil", "terrible" y odon "diente") es un género extinto de mamífero artiodáctilo entelodóntido que habitó América del Norte entre 29 a 15.9 millones de años atrás durante las época del Oligoceno y el Mioceno. La especie tipo es Daeodon shoshonensis, el último y más grande de los entelodóntidos; los adultos de esta especie poseían cráneos de alrededor de 90 centímetros de largo. Su rango se extendió a lo largo de todos los Estados Unidos pero nunca fue particularmente abundante.

## Etimología
Aunque no se especificó en la descripción original de Cope, el nombre Daeodon viene de las palabras griegas daios que significa "hostil" o "terrible", y odon que significa "diente".

## Clasificación
El género Daeodon fue nombrado por el anatomista y paleontólogo estadounidense Edward Drinker Cope en 1878, él lo clasificó como un perisodáctilo y pensaba que estaba cercanamente relacionado con "Menodus". Esta clasificación se mantuvo hasta la publicación de "Elotherium" calkinsi en 1905, un animal muy similar y mucho más completo encontrado en las mismas rocas, el cual fue reinterpretado como una nueva especie de Daeodon por Peterson (1909). Esto llevó a su reclasificación como un miembro de la familia Entelodontidae. Las relaciones exactas entre Daeodon y otros entelodóntidos no son bien entendidas, algunos autores consideran que posee una mayor similitud morfológica a Paraenteolodon de Asia en lugar de los entelodóntidos norteamericanos que lo precedieron, como Archaeotherium, lo que evidenciaría que Daeodon era descendiente de una migración de grandes entelodóntidos asiáticos hacia Norteamérica durante el Oligoceno superior; sin embargo, la existencia de especímenes de Archaeotherium que muestran características reminiscentes a aquellas presentes tanto en Paraentelodon como en Daeodon suscita la posibilidad de que ambos géneros en realidad desciendan de un ancestro común norteamericano.

### Especies

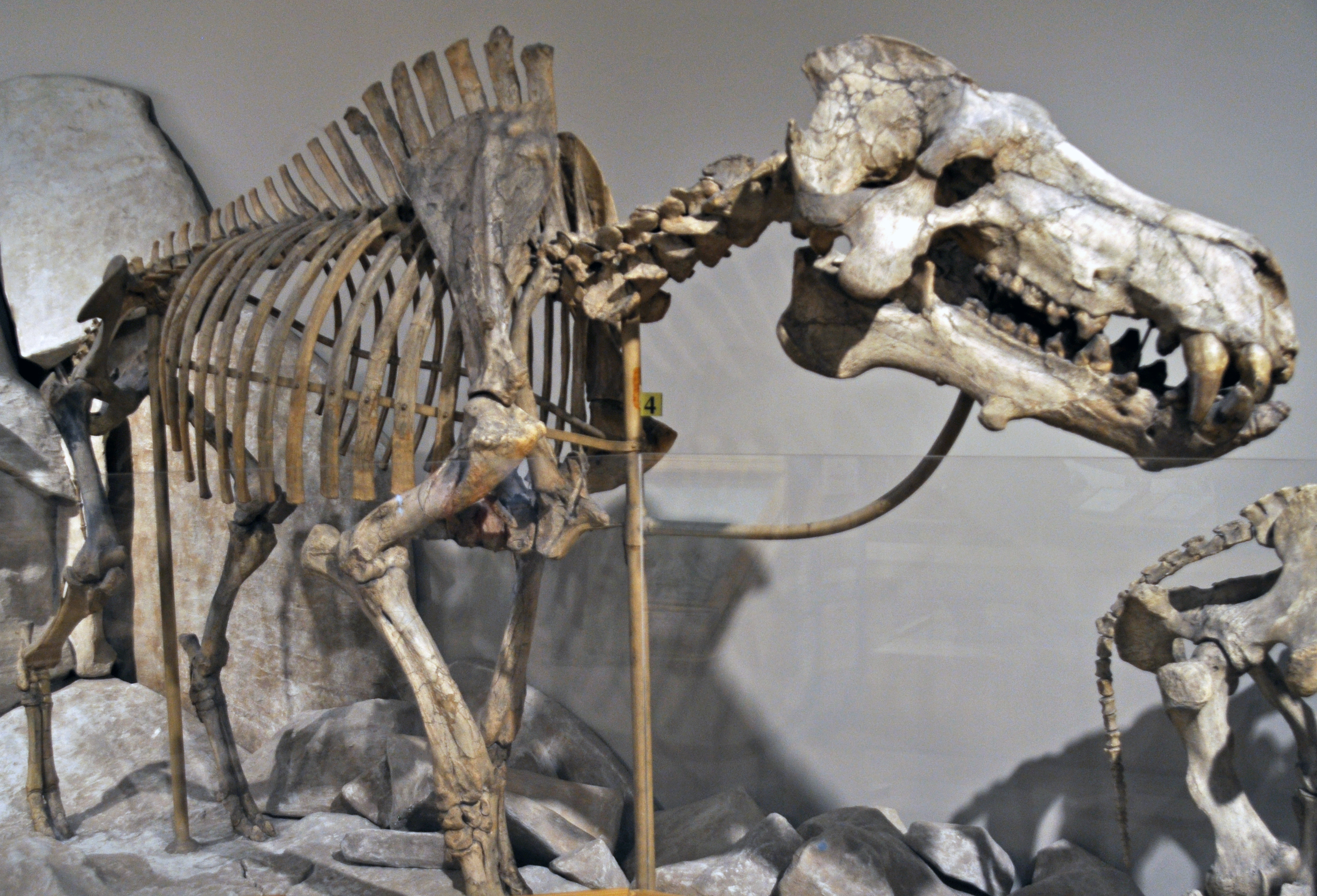
Esqueleto completo del yacimiento paleontológico de Agate Springs, en Nebraska.

La especie tipo de Daeodon es D. shoshonensis, basada en un fragmento de mandíbula inferior encontrada en la formación geológica John Day de Oregón. Muchas otras especies fueron asignadas a este género en las décadas subsecuentes, tal cual es el caso de D. calkinsi, D. mento  y D. minor . Desde 1945 se había sugerido que otros dos taxones eran en realidad sinónimos de Daeodon, pero la formalización de esta atribución no se llevó a cabo hasta la publicación de Lucas et al. (1998). Ammodon leidyanum, nombrado por el rival de Cope, Othniel Charles Marsh y Dinohyus hollandi, un esqueleto completo encontrado en el Yacimiento de fósiles de Ágata en Nebraska, resultaron ser indistinguibles el uno del otro y a su vez ambos eran indistinguibles de D. shoshonensis. Las otras especies de Daeodon reconocidas anteriormente también fueron sinonimizadas con D. shoshonensis con la excepción de D. calkinsi, la cual fue excluida del género Daeodon. Ese mismo año, un entelodóntido poco conocido, Boochoerus humerosum también fue sinonimizado con Daeodon por Foss & Fremd (1998) y aunque se mantuvo como una especie distinta, los autores señalaron que las diferencias que encontraron podrían ser explicadas por variabilidad entre individuos, entre poblaciones o dimorfismo sexual.

## Descripción
Daeodon shoshonensis es el entelodóntido más grande conocido, los adultos tenían cráneos de alrededor de 90 centímetros de largo y alcanzaban 1,80 metros de altura a los hombros. Se diferencia de otros entelodóntidos por un conjunto único de características dentales, la forma y el relativamente pequeño tamaño de las proyecciones óseas de sus mejillas comparadas a las de Archaeotherium, el pequeño tamaño de la "verruga" ósea en su barbilla (varía de pequeña a ausente en los individuos conocidos) así como características de su carpo y tarso y la fusión de los huesos de su pierna inferior. Como todos los entelodóntidos, sus extremidades eran largas y delgadas y los huesos del antebrazo estaban fusionados en uno solo y solo tenía dos dedos en cada pata; su cuello era relativamente grácil comparado con el tamaño de su cabeza, la cual era sostenida mayormente por músculos y tendones anclados a las altas espinas de las vértebras torácicas, las cuales semejaban aquellas de los bisontes y el rinoceronte blanco.